# Доњи Сврачак
Доњи Сврачак (алб. Sfaraçak i Poshtëm) је насеље у општини Вучитрн на Косову и Метохији. Према попису становништва на Косову 2011. године, село је имало 522 становника, већину становништва чине албанци.

## Историја
Доњи Сврачак је основан као колонија и све до рата се рачунао као заселак села Недаковца. Сад је засебно село. Оснивање му је започело 1920. Налази се на 1 км источно-североисточно од Недаковца, у подножју копаоничких огранака.

## Порекло становништва по родовима
Колонисти
из Хрватске
- Иванишевић (2 к.) 1920, Грбић (1 к.), Богдановић (1 к.), Корица (1 к.) и Бракус (1 к.) 1922. из Врховина (Оточац, Лика).
- Ћук (1 к.) 1920. из Зрмање (Грачац, Лика).
- Новаковић (2 к.), Богуновић (1 к.) 1922. и Лукић (2 к.) 1924. из Велике Попине (Грачац).
- Студен (1 к.) и Влаисављевић (1 к.) 1922. из Личког Петровог Села (Т. Кореница).
- Орловић (1 к.) и Радаковић (1 к.) 1922. из Средње Горе (Удбина, Крбава).
- Благојевић (1 к.) 1924. и Шуделија (1 к.) 1934. из Војника (Банија).
- Прибићевић (1 к.) 1924. из Двора (Банија).

из Босне и Херцеговине
- Комленић ( 1 к.), Граховац (1 к.) и Томић (1 к.) 1925. из Дрвара.
- Јањић (2 к.) и Михић (1 к.) 1933. из Попова поља.

из Црне Горе
- Драшковић (5 к.) 1921. из Доње Мораче.
- Вуксановић (1 к.) 1926. из Биоча (Подгорица).

из Србије
- Јефтић (1 к.) 1920. из Топлице.

## Демографија
| Демографија | Демографија | Демографија |
| Година      | Становника  | Становника  |
| ----------- | ----------- | ----------- |
| 1948.       | 258         |             |
| 1953.       | 282         |             |
| 1961.       | 365         |             |
| 1971.       | 644         |             |
| 1981.       | 936         |             |
| 1991.       | 1.073       |             |
| 2011.       | 522         |             |